# Маркович, Сильвия
Сильвия Маркович (рум. Silvia Marcovici; род. 30 января 1952, Бакэу) — скрипачка румынского происхождения. Жена скрипача Диего Пажена, мать пианиста Эмо Пажена и певицы Сары Пажен.

## Биография
Родилась в Бакэу в семье Аврама Марковича и Аны Кац. Училась в Бухарестской академии музыки (1975) под руководством Штефана Георгиу. Дебютировала на национальной сцене в возрасте 13 лет, в 16 выступила с концертом в Нидерландах вместе с дирижёром Бруно Мадерной. В 1969 году была удостоена второй премии парижского Конкурса имени Жака Тибо (1977, первая премия не присуждалась), в 1970 году выиграла Международный конкурс скрипачей имени Энеску в Бухаресте. Значительный международный резонанс вызвали выступление Маркович в театре Ла Скала со скрипичным концертом Белы Бартока (дирижёр Клаудио Аббадо), американские гастроли 1972 года и участие в прощальном концерте Леопольда Стоковского в Альберт-холле (концерт для скрипки с оркестром Александра Глазунова, концертная запись издана лейблом Decca).
В 1976 году С. Маркович эмигрировала из Румынии в Израиль. С 1980 года она жила и работала в Саарбрюккене, затем в разное время домом Маркович были Австрия, Франция и Швейцария.
Среди записей Маркович преобладает романтический и постромантический репертуар — в том числе концерты Макса Бруха, Яна Сибелиуса, Карла Нильсена, сонаты Габриэля Форе, Сезара Франка, Клода Дебюсси и др. Среди её партнёров по камерному музицированию был, в период до эмиграции, ведущий румынский пианист Валентин Георгиу (брат её наставника), затем — такие музыканты, как Паскаль Роже, Франсуа Рене Дюшабль, Борис Березовский, а в последнее время — и её сын Эмо Пажен.